# 帖佐站
帖佐站（日语：／ Chōsa eki */?）是位於鹿兒島縣姶良市東餅田，九州旅客鐵道（JR九州）的日豐本線車站。部分特急「霧島」停站。事務管號碼為▲940522。
地理上這裏是姶良市以及合併前的帖佐村中心部，不過特急列車只是在晨早及晚上班次才提供，大部份班次反而是停靠市東端的加治木站。

## 背景
鹿兒島線於1901年開通時，並沒有在此開站，而按過往鐵道省於路線上設站，平均站距都在約5至7公里。但是，當時帖佐村、山田村（後來經合併後成為現時姶良市的前姶良町地區）、蒲生村（現時姶良市舊蒲生町）共同向門司鐵道局提交請願書，希望加設停車站，鐵道局同意並開始建設此站，最後此站於1926年2月落成，在4月1日開始啟用。在開業當日乘客人次為522人，車費收入為122日圓8錢。
1980年，由於國鐵打算將車站變為業務委託站，但是町民極力反對，並利用3架巴士駛往鹿兒島鐵道管理局抗議，因而引發騒動。後來國鐵一方進行讓步，繼續成為直營車站，但體制上，把原來10名國鐵職員裁減4人來繼續執行業務。姶良町隨後亦安排町職員前往車站進行協助。

## 車站構造

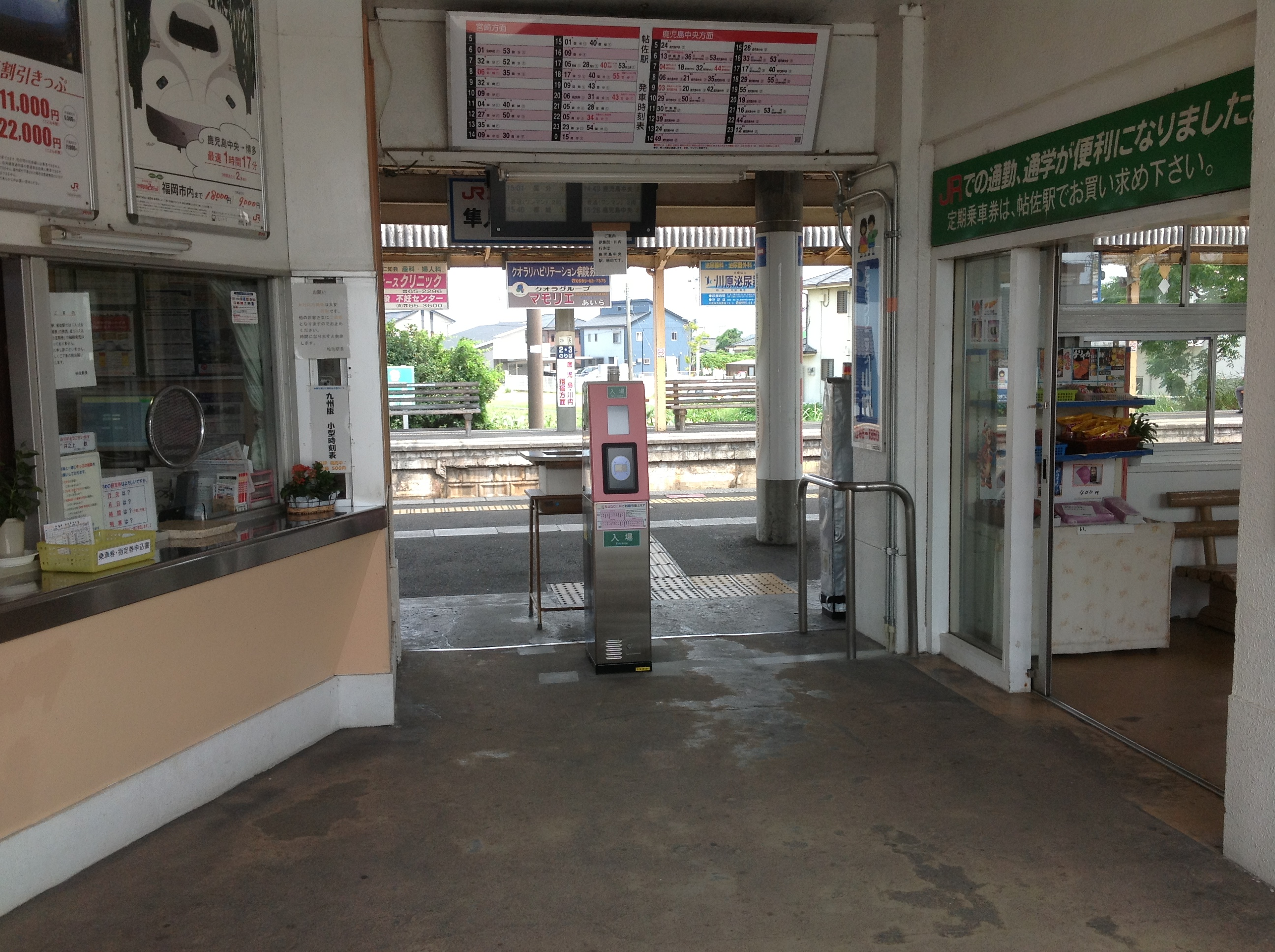
站房內驗票口及候車室。

### 站房
設有木及石材所建成單層站房一座，採用典型的城郊車站設計，左側為站務室，設有售票窗口，同時亦設置了可發售特急劵的輕觸式面板自動售票機（支援IC卡）及LED顯示屏提供列車資訊；中央為連絡通道及驗票口；右側為候車室；最右端為及。此站是由JR九州鐵道營業管理的業務委託車站，但因應人手精簡，2022年3月12日起停用綠色窗口，改為使用指定席劵發售機。
此站可以使用「SUGOCA」IC卡，以及可以與SUGOCA互相使用的交通系IC卡。驗票口設有一組對應出、入閘的讀卡機，驗票口頂亦設有2部LED顯示屏提供各方向最近兩班列車的資訊。

### 月台

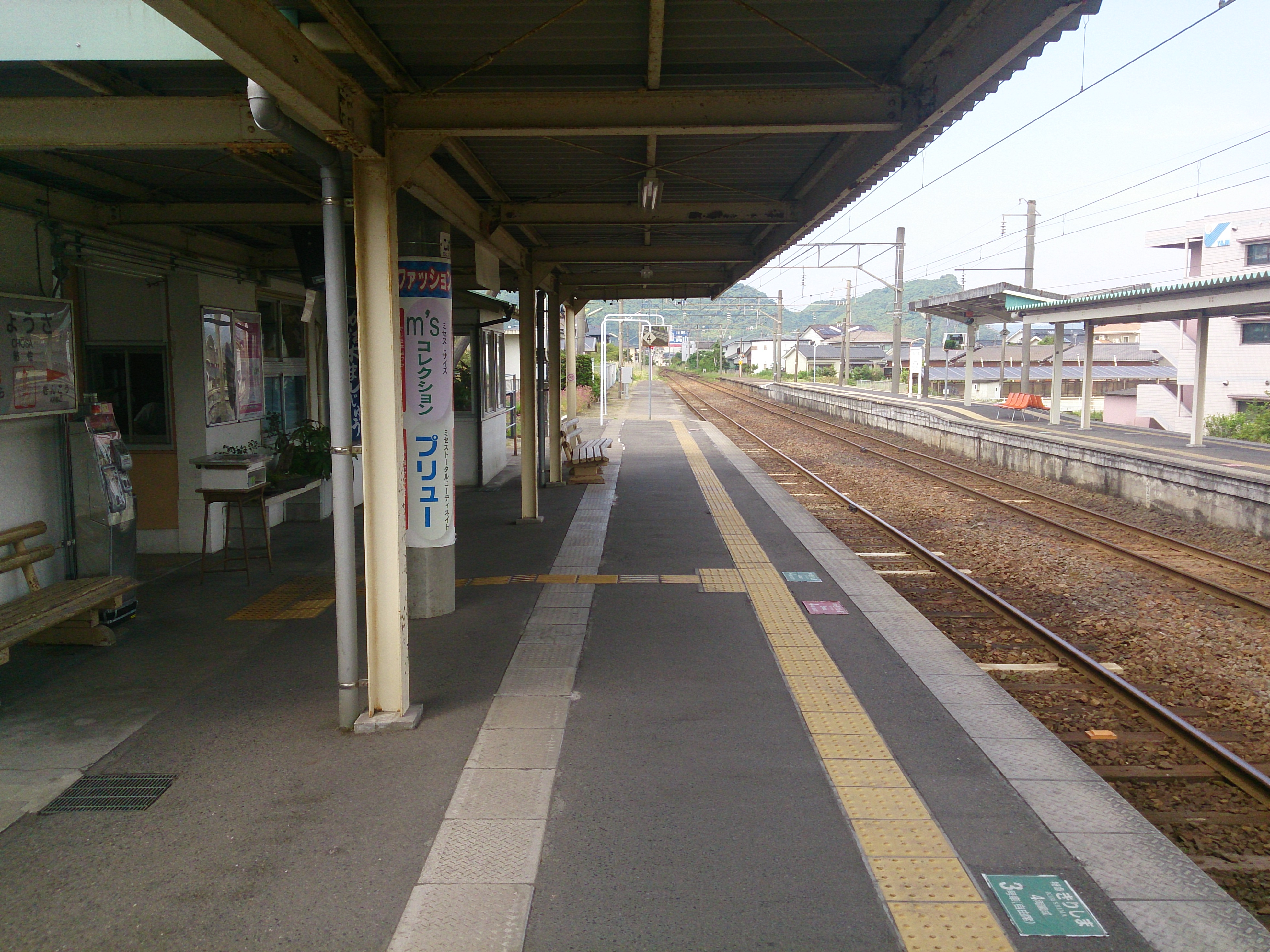
1號月台（國分站方向）

設有側式月台和島式月台各1個，共提供2面3線的配置。島式月台有效長度達10輛。月台之間設有行人天橋連接。由於每日使用人數未達到JR九州定下的3000人次，因次暫時未有增設升降機的計劃。
1號月台上設有多張候車座椅，並設有約40米的月台上蓋，島式月台亦設有約50米的月台上蓋。
| 月台 | 路線      | 上下行 | 方向                                        |
| ---- | --------- | ------ | ------------------------------------------- |
| 1    | ■日豐本線 | 上行   | 隼人、國分、都城、宮崎方向                  |
| 2、3 | ■日豐本線 | 下行   | 鹿兒島中央、經■鹿兒島本線往伊集院、川內方向 |

## 歷史
- 1926年4月1日：鐵道省開設此站[5]。
- 1950年：重建站房，共花費150萬日圓[2]。
- 1987年4月1日：隨國鐵分割民營化，車站由九州旅客鐵道（JR九州）營運。
- 1993年：

- 3月：車站行人隧道開通，連接南側地區。
- 8月6日：受平成5年8月豪雨影響，西都城站至鹿兒島站一段停駛。
- 9月19日：隨國分站～鹿兒島站之間重新開通而重開。

- 2012年12月1日：可以使用IC卡「SUGOCA」[7]。
- 2022年3月12日：停用綠色窗口，改為使用指定席劵發售機[4]。

## 使用狀況
在2023年度，1日平均乘車人次為1,507人。
以下為近年1日平均乘車人次列表：
| 年度 | 1日平均 乘車人次 | 1日平均 上下車人次 |
| ---- | ---------------- | ------------------ |
| 2004 |                  | 2,698              |
| 2005 |                  | 2,770              |
| 2006 |                  | 2,715              |
| 2007 | 1,365            | 2,720              |
| 2008 | 1,309            | 2,617              |
| 2009 | 1,266            | 2,524              |
| 2010 | 1,257            | 2,509              |
| 2011 | 1,293            | 2,578              |
| 2012 | 1,372            | 2,736              |
| 2013 | 1,409            | 2,809              |
| 2014 | 1,385            | 2,754              |
| 2015 | 1,436            | 2,864              |
| 2016 | 1,491            | 2,968              |
| 2017 | 1,568            | 3,136              |
| 2018 | 1,604            | 沒有記錄           |
| 2019 | 1,622            | 沒有記錄           |
| 2020 | 1,375            | 沒有記錄           |
| 2021 | 1,369            | 沒有記錄           |
| 2022 |                  | 沒有記錄           |
| 2023 | 1,627            | 沒有記錄           |

## 車站周邊
車站位於姶良市中心，鄰近市政廳、銀行、超級市場等主要設施。車站設有蒸氣機車驅動輪。

## 相鄰車站
九州旅客鐵道
■日豐本線
■特急「霧島」（大部份）
通過
■特急「霧島」（3、4、18號）
加治木－帖佐－鹿兒島
■特急「霧島」（1、16、81、82號）、■普通
加治木－帖佐－姶良

## 外部連結
- JR九州帕佐站 （页面存档备份，存于）（日語）
- 鐵道頻道帖佐站介紹。 （页面存档备份，存于）